# 龍光寺 (柏市)
龍光寺（りゅうこうじ）は、千葉県柏市にある曹洞宗の寺院。

## 歴史
1602年（慶長7年）、渓屋嫩端によって開山された。流山市の広寿寺の末寺である。
慶長時の当寺は、まだ草庵レベルの規模であったが、1773年（安永2年）に現在の規模に中興した。

## 交通アクセス
- 路線バス竜光寺前停留所より徒歩1分。